# 朱家寶

朱家寶

朱家寶（1860年—1923年9月5日），字經田，一字金田，號墨農，雲南华宁县宁州镇人，清末民初政治人物。

## 生平
朱家寶16岁中秀才，光緒五年（1879年）19岁时中舉人，光緒十八年（1892年）中進士，授翰林院庶吉士。歷任平鄉縣知縣，署新城縣、南和縣，改雄縣，升知州、知府、道尹、江蘇按察使。光緒三十三年（1907年）任吉林巡撫。翌年，調安徽巡撫。
宣統三年（1911年），辛亥革命爆發，朱家寶在革命大勢下宣布安徽獨立，獲安徽諮議局推舉為安徽都督。不久黃煥章部（「潯軍」）兵變，朱家寶被迫逃亡。其後歷任倉場總督、参議院議員、政治會議議員。民國三年（1914年）2月， 任直隷民政長、署直隷都督。6月，改直隷將軍。民国四年（1915年），袁世凱稱帝後，獲封為一等伯爵。次年袁世凱病逝，朱家寶退職。
民國六年（1917年）7月，張勳假借調停府院之爭，率辮軍入京，擁立宣統帝復辟，任朱家寶為民政部尚書，張勳被段祺瑞打敗後，朱家寶流亡日本，同年10月归国移居天津。
民国十二年（1923年）9月5日他在天津病逝。享年64岁。

## 趣闻
张勋复辟失败后未几，有人出版《复辟之黑幕》，里面多处提到朱家宝，其中一则《共和误我复辟又误我》最为滑稽，提到朱家宝顶着光头，穿朝服见溥仪时感觉不雅观而焦虑异常，于是“大骂共和误我”。结果其爱妾帮朱多方出主意，最后干脆剪三绺自己的长发，“编豚尾一条”附在朱戴的朝帽上，才解了朱的问题。结果朱刚起程，便听到段祺瑞马厂誓师，只得停止，而朱家宝做“直隶省长”的梦也因张勋复辟失败而成泡影，“终日以眼泪洗面，又大骂复辟误我不止”。

## 外部連結
- 朱家寶 （页面存档备份，存于） 中研院史語所

| 前任： - | 吉林巡撫1907-1908 | 繼任：陳昭常 |

| 前任：馮煦 | 安徽巡撫1908-1911 | 繼任： - |

| 前任：趙秉鈞 | 直隷都督（署理）1914年2月 - 6月 | 繼任：（改称將軍） |

| 前任：（直隷都督） | 直隷將軍1914年6月 - 1916年7月 | 繼任：（改称督軍） |

| 前任：（直隷將軍） | 直隷督軍1916年7月 - 9月 | 繼任：曹錕 |

| 前任：（創設） | 民政部尚書1917年7月 | 繼任：（廢止） |